# Desirèe Henry
Desirèe Henry, född den 26 augusti 1995 i Enfield, är en brittisk friidrottare.
Hon tog OS-brons på 4 x 100 meter stafett i samband med de olympiska friidrottstävlingarna 2016 i Rio de Janeiro..